# Spondylurus macleani
Spondylurus macleani là một loài thằn lằn trong họ Scincidae. Loài này được Mayer & Lazell mô tả khoa học đầu tiên năm 2000.